# 大規模災害からの復興に関する法律
大規模災害からの復興に関する法律（だいきぼさいがいからのふっこうにかんするほうりつ、平成25年6月21日法律第55号）は、大規模な災害からの復興のための特別の措置について定める日本の法律である。
内閣府防災担当政策統括官部局が所管し、内閣官房危機管理監職、復興庁、国土交通省および農林水産省など各省庁と連携して執行にあたる。

## 概要
東日本大震災の経験を踏まえて2013年（平成25年）6月21日に公布・施行された。また、規定の一部は2013年（平成25年）8月30日に施行された。
「特定大規模災害」（災害対策基本法第28条の2第1項に規定する緊急災害対策本部が設置された災害）が発生した際に内閣総理大臣を本部長とする「復興対策本部」を置くことができる（第4条）とし、政府に「国と地方公共団体とが適切な役割分担の下に地域住民の意向を尊重しつつ協同して、当該災害を受けた地域における生活の再建及び経済の復興を図るとともに、災害に対して将来にわたって安全な地域づくりを円滑かつ迅速に推進する」（第3条）ことを基本理念とした「復興基本方針」の策定を義務づけている（第8条）。また、復興対策本部が定めた復興計画を国が実行するために都市計画法、土地改良法、森林法等の規定に対する「特別の措置」を行使することが出来ることを定めているほか、被災市町村が実施すべき災害復旧事業を被災自治体の要請に基づき国が代行出来る措置などを定めている。都市計画上の特例と災害復旧事業の権限代行措置については第2条第9号に規定する「特定大規模災害等」（特定大規模災害その他著しく異常かつ激甚な非常災害として政令で指定する災害）にこれらの措置を適用出来ることとしている。

## 構成
- 第1章 総則（第1条 - 第3条）
- 第2章 復興対策本部及び復興基本方針等
  - 第1節 復興対策本部（第4条 - 第7条）
  - 第2節 復興基本方針等（第8条・第9条）
- 第3章 復興のための特別の措置
  - 第1節 復興計画に係る特別の措置
    - 第1款 復興計画の作成等（第10条 - 第20条）
    - 第2款 復興一体事業（第21条 - 第27条）
    - 第3款 復興計画の実施に係る特別の措置（第28条 - 第38条）
    - 第4款 雑則（第39条・第40条）

  - 第2節 都市計画の特例（第41条・第42条）
都市計画に一団地の復興拠点市街地形成施設を定めることができる
  - 第3節 災害復旧事業等に係る工事の国等による代行（第43条 - 第52条）
- 第4章 雑則（第53条 - 第59条）
- 第5章 罰則（第60条 - 第62条）

## 適用された災害
「特定大規模災害」に指定した災害はないが、第2条第9号の「非常災害」に指定した災害は以下がある。
- 「平成二十八年熊本地震による災害についての非常災害の指定に関する政令」（平成28年政令第218号。2016年5月10日閣議決定[2][3]、5月13日公布・施行[4]）
  - 県道熊本高森線（俵山トンネルを含む俵山バイパス区間）と南阿蘇村道栃の木-立野線（阿蘇長陽大橋を含む区間）の災害復旧事業を国（国土交通省）が代行[5]。
- 「令和元年台風第十九号による災害についての非常災害の指定に関する政令」（令和元年政令第143号。2019年10月29日閣議決定[6]、11月1日公布・施行[7]）
  - 県および市が管理する以下の国道・市道6区間で、災害復旧事業を国が代行[8]
    - 国道349号（宮城県伊具郡丸森町、約14 km）
    - 国道289号（福島県いわき市、約800 m）
    - 国道144号（群馬県吾妻郡嬬恋村、鳴岩橋を含む区間）
    - 国道361号（長野県上伊那郡箕輪村、権兵衛トンネル東側・権兵衛2号橋を含む区間）
    - 国道413号（神奈川県相模原市緑区、約1.3 km）
    - 市道白鳥神社線（長野県東御市、海野宿橋を含む約500 m）
- 「令和二年七月豪雨による災害についての非常災害の指定に関する政令」（令和2年政令第234号。2020年7月31日閣議決定、8月5日公布・施行[9]）
- 「令和六年能登半島地震による災害についての非常災害の指定に関する政令」[10]